# Будинок Шапшала (Євпаторія)
Будинок Шапшала — житловий будинок в місті Євпаторія, побудований у 1916 році, у 1916–1919 роках жив духовний наставник караїмів (гахам), тюрколог-орієнталіст, професор Шапшал Сірай Маркович.

## Історія
На початку  ХХ століття, раніше відрізана від площі основної міської забудови та частина під дзеркальною гладдю Карантинного озера між стінами старого міста і Мойнакським озером, земля стала бажаним об'єктом вкладень для привілейованого класу не тільки Євпаторії, але і багатьох заможних мешканців Російської імперії.
У 1916 році на вулиці Пушкіна з'являється будівля, яка зберігалась із назвою її першого господаря як будинок Сірая Шапшала, який після прибуття до Євпаторії з Петербургу був обраний Таврійським і Одеським гахамом, що складали у той час впливову частину міської еліти. Сама ж Євпаторія носить назву неофіційної столиці караїмів.
Чотири роки будинком керував Сірай Шапшала. У 1920-то році Кримський півострів був окупований Радянським Союзом, усі релігійні установи та їхні проповідники зазнали переслідувань. Згодом будинок націоналізований та переобладнаний під житлові потреби.
Після здобуття Україною незалежності у 1994 році будівля передана під захист Державного комітету з охорони та використання пам'яток історії та культури. З нагоди 140-ї річниці від дня народження Сірая Шапшала, за кошти Духовного управління релігійних організацій караїмів України, на фасаді будинку відкрито пам'ятну меморіальну дошку.

## Архітектура
Будинок має два поверхи, побудований у стилі еклектики. Скульптурно-мистецькі та ліплені роботи виконані в майстерні І. Ф. Гавронського, прізвище якого виведено в правому кутку вхідного коридору на цементно-мозаїчній підлозі. Сходові марші — з металевими поручнями. Розташований навпроти Управління побудови порту, його периметр становить 86 метрів (30 м х 13м), загальний силует доповнюють чисельні архітектурні елементи декору. Має три фронтоні центральні фасади, які здіймаються над загальним об'ємом покрівлі. Барельєфи каріатид у давньогрецькому стилі, малі горельєфи у вигляді амурів, які розташовані над центральним вікном другого ярусу центрального входу.
Периметр будівлі побудовано з місцевого черепашнику, який облицьований литими цементними плитами з декоративними штрихами. Колони коринфського ордеру підпирає ажур віконних арочних завершень та кований штрих навісу над центральним входом. Зображений рослинний орнамент переходить у витіюватий карниз із фільонками. Виступають силуети пілястр і велика рустовка цоколя, контури віконних прорізів і кольорові відблиски вітражних дверей, фігури левів та атлантів центрального фронтону.